# 漫画の森から女子高生
『漫画の森から女子高生』（まんがのもりからじょしこうせい）は、美川べるのによる日本のギャグ漫画。漫画家を目指す女子高生2人組の暴走ぶりをギャグとして描く。
『まんがライフSTORIA』（竹書房）でvol.9（2015年1月号）から、Vol.33（2019年1月号）まで連載された。

## あらすじ
及川葵衣と桜卯咲良はマンガ家を目指す女子高生。絵が上手いわけでなく、作るストーリーもめちゃくちゃだが、やる気と偏った知識だけは人一倍。そんな2人の暴走ぶりを描く。

## 登場人物
桜卯咲良（さくらうさくら）
17歳。漫画家志望。
及川葵衣（おいかわあおい）
17歳。漫画家志望。
桜卯桃花（さくらうももか）
桜卯咲良の妹。
鶉橋隼人（うずらはしはやと）
中堅漫画家。
三鷹チドリ（みたかチドリ）
ギャグ漫画家。
ヒナ
鶉橋隼人の妹。桜卯桃花の友達。
神鳥
鶉橋隼人と三鷹チドリの担当編集者。
西脇薬子（にしわきやくこ）
咲良たちのクラスメイト。
刈屋崎
咲良たちのクラスメイト。丸坊主の野球部員。
有栖川
「月刊デメニギス」の編集長。
エロコメ田PTA激お子
編集部にある撮影ルームで、担当とラッキースケベ的絡みの資料写真を撮っていたラブコメ漫画家。
柄長雎鳩（えながみさご）
画材屋「竹書房」の店長。
九頭竜梨花（くずりゅうりんか）
高校2年生。漫画家志望。
雲母茉莉（きららまつり）
高校2年生。漫画家志望。
村田
咲良たちが中学生だった頃のクラスメイト。
山田
咲良たちが中学生だった頃のクラスメイト。
大田
咲良たちが中学生だった頃のクラスメイト。

## 書誌情報
- 美川べるの『漫画の森から女子高生』 竹書房〈バンブー・コミックス〉、全3巻
  1. 2017年3月30日発売 ISBN 978-4801957961
  2. 2017年11月29日発売 ISBN 978-4801961203
  3. 2019年1月30日発売 ISBN 978-4801965041